# Klaviertrio Nr. 2 (Schubert)

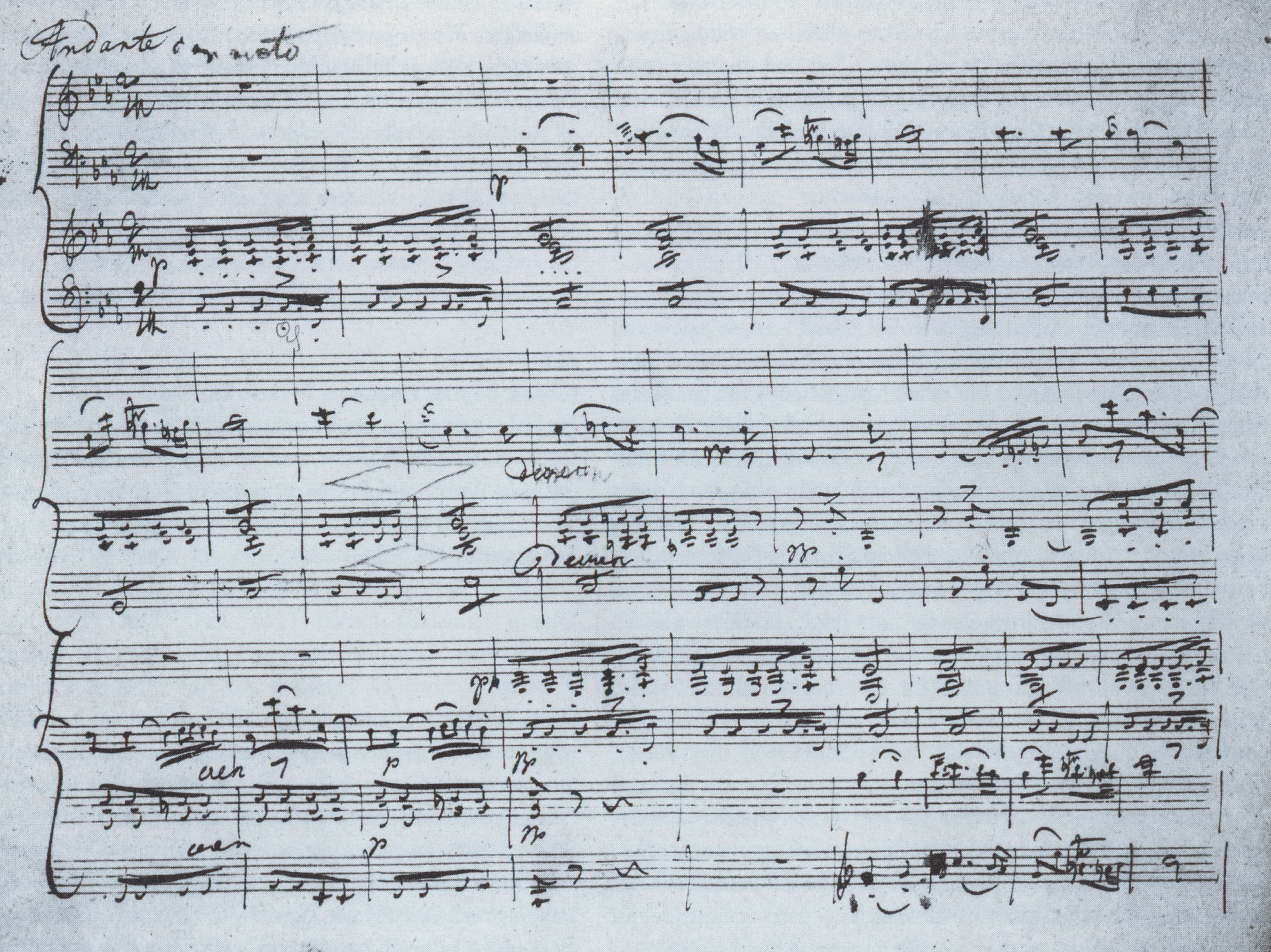
Schubert: Es-Dur-Klaviertrio op. 100, 2. Satz (Autograph)

Das Trio in Es-Dur für Klavier, Violine und Violoncello Nr. 2, D 929 (op. 100), ist ein Kammermusikwerk von Franz Schubert und wurde im November 1827 komponiert.
Es war eine seiner letzten Kompositionen.

## Struktur
Das Trio umfasst vier Sätze:

### Allegro
Hauptthema:
Nebenthema:

### Andante con moto
Das schwedische Volkslied Se solen sjunker (Sieh die Sonne untergehen) inspirierte Schubert zum Andante con moto.
Wie am Faksimile ersichtlich, erklingt dieses Thema eine Oktave tiefer.

### Allegro moderato
Der umfangreiche vierte Satz fasst die vorigen zusammen und ist insgesamt eine Art „krönender Abschluss“.

## Verwendung als Filmmusik
Das Werk, besonders der zweite Satz, wurde in zahlreichen Filmmusiken benutzt, z. B. in den Filmen:
- Barry Lyndon von Stanley Kubrick (1975)
- Begierde (The Hunger) von Tony Scott (1983)
- Zu schön für Dich (Trop belle pour toi) von Bertrand Blier (1989)
- Crimson Tide – In tiefster Gefahr (1995)
- Die Klavierspielerin (La Pianiste) von Michael Haneke, nach dem Roman der Literaturnobelpreisträgerin Elfriede Jelinek (2001)
- Der Mann meines Lebens (L'Homme de sa vie) von Zabou Breitman (2006)
- After.Life von Agnieszka Wojtowicz-Vosloo (2009)
- The Mechanic von Simon West (2011)
- The Congress von Ari Folman (2013), arrangiert von Max Richter
- Familienfest (2015) von Lars Kraume (2015)

## Diskographie
(Auswahl)
- Rudolf Serkin, Adolf Busch und Hermann Busch, 1935.
- Leonard Rose, Isaac Stern und Eugene Istomin, 1969 (Sony Records).
- George Janzer, Arthur Grumiaux und Eva Czako.
- Maurice Gendron, Yehudi Menuhin und Hephzibah Menuhin.
- Beaux Arts Trio (Menahem Pressler, Daniel Guilet und Bernard Greenhouse), 1966.
- Anner Bylsma, Vera Beths und Jos van Immerseel, 1996.
- Trio Dali (Jack Liebeck, Violine; Christian-Pierre La Marca, Cello; Amandine Savary, Klavier), 2011.